# 内尔韦萨-德拉巴塔利亚
内尔韦萨-德拉巴塔利亚（義大利語：Nervesa della Battaglia），是意大利威尼托大区特雷维索省的一个市镇。总面积35.5平方公里，人口6976人，人口密度196.5人/平方公里（2009年）。国家统计（ISTAT）代码为026050。

## 友好城市
- 義大利卢戈 1968年